# 7796 Járacimrman
(7796) Járacimrman, denumire internațională (7796) Jaracimrman, este un asteroid din centura principală de asteroizi.

## Descriere
7796 Járacimrman este un asteroid din centura principală de asteroizi. A fost descoperit pe 16 ianuarie 1996 la Observatorul Kleť de Zdeněk Moravec. Asteroidul prezintă o orbită caracterizată de o semiaxă mare de 2,67 ua, o excentricitate de 0,14 și o înclinație de 12,8° în raport cu ecliptica.